# LMS-Klasse 7P „Princess Royal“
Die Dampflokomotiven der Klasse 7P „Princess Royal“ der britischen Bahngesellschaft London, Midland and Scottish Railway (LMS) wurden zwischen 1933 und 1935 in insgesamt 12 Exemplaren beschafft. Ein weiteres Exemplar entstand 1952 durch Umbau einer Versuchslokomotive. Die für den Schnellzugdienst vorgesehenen Lokomotiven wurden von William Stanier, dem Chefingenieur der LMS, entworfen und in den Crewe Works der LMS in Crewe für den Einsatz auf der West Coast Main Line erbaut. In den Jahren 1961 und 1962 wurden die Lokomotiven ausgemustert, zwei blieben museal erhalten.

## Geschichte
Die Lokomotiven mit der Achsfolge 2’C1’ (Pacific) weisen eine gewisse Ähnlichkeit mit den Schnellzuglokomotiven der King Class der Great Western Railway auf, der äußere Eindruck ist der einer „King“ mit größerer Feuerbüchse und hinterer Laufachse. Erklärlich ist dies durch den Konstrukteur, Stanier war wenige Jahre zuvor von der GWR zur LMS gewechselt.
Ursprünglich wurden die Lokomotiven gebaut, um vor dem berühmten Expresszug Royal Scot zwischen London Euston und Glasgow Central eingesetzt zu werden. Die LMS stufte sie in dem von ihr verwendeten und ab 1948 von British Railways übernommenen System der Leistungsklassen ihrer Lokomotiven in die Kategorie 7P ein. British Railways stufte sie später in die Kategorie 8P hoch.
Die Lokomotive 6201 Princess Elizabeth errang 1936 den Weltrekord für die längste und schnellste Non-Stop-Fahrt eines von einer Dampflokomotive gezogenen Zuges. Sie beförderte am 16. November einen aus sieben Wagen bestehenden Zug in 5 Stunden und 53 Minuten über die 403 Meilen (649 km) lange Strecke von London Euston nach Glasgow, am Folgetag benötigte sie mit acht Wagen für die Rückfahrt nur 5 Stunden und 45 Minuten.

## Konstruktion
1933 wurden drei Prototypen für die neue Schnellzuglokomotive der LMS in Auftrag gegeben. Zwei wurden entsprechend dem Entwurf gebaut, der bereits fertige Rahmen für das dritte Exemplar wurde als Basis für eine für Versuchszwecke vorgesehene Dampfturbinenlokomotive verwendet.

### Turbomotive 6202
Der Rahmen des dritten Prototyps diente zum Bau der Dampfturbinenlokomotive. Sie wurde mit Hilfe der schwedischen Ljungström-Gesellschaft entwickelt und als „Turbomotive“ bekannt, ohne diesen Namen offiziell zu bekommen. Sie erhielt die Nummer 6202 und wurde damit in die Nummernserie der Princess Royal Class eingereiht. Abgesehen vom Turbinenantrieb war die Lokomotive ansonsten generell gleichartig zu dieser Klasse ausgeführt und wies nur wenige Unterschiede auf. So erhielt der Kessel einen größeren Überhitzer mit 40 Elementen, um für den Turbinenantrieb besser geeignete höhere Dampftemperaturen zu erreichen. Zudem wurde der Kessel ohne Dampfdom ausgeführt, dies wurde für die Serienausführung der Princess Royals übernommen. Der kontinuierliche Abdampf der Turbine erforderte zudem weitere Änderungen am Kessel wie etwa einen doppelten Schornstein. 1935 wurde die Lokomotive in Dienst gestellt und vor allem zwischen London Euston und Liverpool eingesetzt.
Nach Ausbruch des Zweiten Weltkriegs wurde die Lokomotive zunächst abgestellt, später jedoch aufgrund des Lokomotivmangels wieder in Dienst genommen. Mangelnde Wartung während des Krieges und der zusätzliche Aufwand für die Versuchsbauart führten dazu, dass die Turbomotive 1952 mit herkömmlichen Dampfzylindern ausgerüstet wurde, die von der Coronation Class übernommen wurden. Die Lokomotive erhielt den Namen Princess Anne und wurde den Princess Royals zugeordnet. Noch im gleichen Jahr war sie jedoch in den schweren Eisenbahnunfall im Bahnhof von Harrow and Wealdstone verwickelt und wurde dabei so schwer beschädigt, dass sie ausgemustert werden musste.

### Serienproduktion
1935 bauten die Crewe Works eine Serie von zehn Exemplaren der Princess Royal Class. Der Kessel wurde dabei gegenüber den beiden Vorserienlokomotiven modifiziert, vor allem erhielt er einen deutlich größeren Überhitzer mit 32 statt 16 Elementen.

## Unfälle
- Am 17. April 1948 musste ein Schnellzug, der von der Lokomotive 6207 Princess Arthur of Connaught gezogen wurde, anhalten, nachdem ein Passagier die Notbremse gezogen hatte. Ein Irrtum des zuständigen Stellwerkers führte dazu, dass ein Postzug auf den zum Halten gekommenen Schnellzug auffuhr, 24 Menschen kamen dabei ums Leben.

- Am 21. September 1951 zog die Lokomotive 46207 Princess Arthur of Connaught einen Expresszug und entgleiste aufgrund eines Defekts in ihrem Laufdrehgestell bei Weedon Bec in Northamptonshire. Fünfzehn Menschen wurden getötet, 35 weitere verletzt.
- Am 8. Oktober 1952 war die Lokomotive 46202 Princess Anne in den bislang schwersten Unfall im britischen Eisenbahnnetz in Friedenszeiten verwickelt. Ein Nachtschnellzug von Perth nach London Euston war im Bahnhof Harrow & Wealdstone im Norden von London auf einen dort haltenden, mit über 800 Fahrgästen vollbesetzten Lokalzug aufgefahren, nachdem das Personal des Nachtzugs aus ungeklärter Ursache die Halt zeigenden Signale missachtet hatte. Wenige Sekunden nach dem Zusammenstoß fuhr aus der Gegenrichtung ein von Euston nach Liverpool verkehrender, mit zwei Lokomotiven, darunter die 46202 Princess Anne, bespannter Expresszug in die über mehrere Gleise verteilten Trümmer der ersten Kollision. Insgesamt kamen bei dem Unfall 122 Menschen ums Leben, weitere 340 Menschen wurden teils schwer verletzt. → Hauptartikel: Eisenbahnunfall im Bahnhof von Harrow and Wealdstone

## Namensgebung
Jede Lokomotive wurde nach einer Prinzessin des britischen Königshauses benannt. Der offizielle Name der ganzen Lokomotivklasse wurde gewählt, da Mary, Princess Royal der Colonel-in-Chief des Regiments der Royal Scots war. Unter den Eisenbahnern waren die Lokomotiven jedoch als „Lizzies“ bekannt, nach dem zweiten Exemplar der Klasse, das nach der späteren Königin Elisabeth II. benannt wurde. Spätere Exemplare von 2’C1’-Schnellzuglokomotiven der LMS gehörten zur verwandten, aber etwas größeren „Coronation Class“.

## Ausmusterung
Die Lokomotivklasse wurde Anfang der 1960er Jahre ausgemustert, entsprechend dem Modernisierungsplan von British Railways.

## Übersicht der gebauten Lokomotiven
| LMS-Nr. | BR-Nr. | Name                         | Indienststellung   | Ausmusterungsdatum | Anmerkungen |
| ------- | ------ | ---------------------------- | ------------------ | ------------------ | --- |
| 6200    | 46200  | The Princess Royal           | 27. Juli 1933      | 17. November 1962  | Letzte ausgemusterte Lokomotive |
| 6201    | 46201  | Princess Elizabeth           | 3. November 1933   | 20. Oktober 1962   | Erhalten, betriebsfähig |
| 6202    | 46202  | Princess Anne (seit 1952)    | 29. Juni 1935      | 22. Mai 1954       | Abweichender Antrieb mit Dampfturbine („Turbomotive“), 1952 in Serienausführung umgebaut, im gleichen Jahr im Eisenbahnunfall im Bahnhof von Harrow and Wealdstone irreparabel beschädigt |
| 6203    | 46203  | Princess Margaret Rose       | 1. Juli 1935       | 20. Oktober 1962   | Erhalten |
| 6204    | 46204  | Princess Louise              | 19. Juli 1935      | 7. Oktober 1961    | . |
| 6205    | 46205  | Princess Victoria            | 24. Juli 1935      | 25. November 1961  | Zwischen 1947 und 1955 mit veränderter Steuerung |
| 6206    | 46206  | Princess Marie Louise        | 1. August 1935     | 20. Oktober 1962   | |
| 6207    | 46207  | Princess Arthur of Connaught | 9. August 1935     | 25. November 1961  | Erschien im 1935 gedrehten Dokumentarfilm No. 6207; A Study in Steel der die Produktion der Lokomotive von der Stahlschmelze bis zum fertigen Produkt zeigt.                              |
| 6208    | 46208  | Princess Helena Victoria     | 16. August 1935    | 20. Oktober 1962   | |
| 6209    | 46209  | Princess Beatrice            | 23. August 1935    | 29. September 1962 | |
| 6210    | 46210  | Lady Patricia                | 6. September 1935  | 7. Oktober 1961    | |
| 6211    | 46211  | Queen Maud                   | 18. September 1935 | 7. Oktober 1961    | |
| 6212    | 46212  | Duchess of Kent              | 21. Oktober 1935   | 7. Oktober 1961    | |

## Erhaltung
Zwei Exemplare, 46201 Princess Elizabeth und 46203 Princess Margaret Rose, sind erhalten geblieben, beide sind bzw. waren zeitweilig betriebsfähig und für Einsätze auf dem Netz von Network Rail zugelassen. Sie wurden nach den beiden Kindern von Albert, Duke of York (dem späteren König Georg VI.) und seiner Frau, Elizabeth, Duchess of York, benannt. Prinzessin Elizabeth war 1933 sieben Jahre alt, als die nach ihr benannte Lokomotive gebaut wurde, ihre Schwester, Prinzessin Margaret war knapp fünf Jahre alt, als die nach ihr benannte Lokomotive fertiggestellt wurde. Beide waren zu der Zeit auf Platz 3 und 4 der britischen Thronfolge. Derzeit betriebsfähig ist nur Lokomotive 46201 Princess Elizabeth, die seit 1963 im Besitz der Locomotive 6201 Princess Elizabeth Society ist. Im Juli 2021 beförderte die Lokomotive den Royal Train mit Königin Elisabeth II., die damit erstmals in einem Zug hinter der nach ihr benannten Lokomotive fuhr. Lokomotive 46202 Princess Margaret Rose ist seit 1995 im Besitz des Princess Royal Class Locomotive Trust und steht seit 1996 als nicht betriebsfähiges Ausstellungsstück im West Shed Museum, Midland Railway-Butterley in Ripley, Derbyshire.
| Nummer | Nummer | Name                   | Baudatum         | Ausmusterung     | Dienstzeit          | Farbgebung                  | Standort  | Eigentümer                                | Status              | Zulassung für Network Rail (Mainline Certified) | Bild | Anmerkungen                                                                                   |
| LMS    | BR     | Name                   | Baudatum         | Ausmusterung     | Dienstzeit          | Farbgebung                  | Standort  | Eigentümer                                | Status              | Zulassung für Network Rail (Mainline Certified) | Bild | Anmerkungen                                                                                   |
| ------ | ------ | ---------------------- | ---------------- | ---------------- | ------------------- | --------------------------- | --------- | ----------------------------------------- | ------------------- | ----------------------------------------------- | ---- | --------------------------------------------------------------------------------------------- |
| 6201   | 46201  | Princess Elizabeth     | 3. November 1933 | 20. Oktober 1962 | 28 Jahre, 11 Monate | LMS Crimson Lake            | Carnforth | The 6201 Princess Elizabeth Society       | Betriebsfähig       | Ja (2019–2026)                                  |      | Seit März 2019 ist die Lokomotive nach umfangreichen Kesselreparaturen wieder betriebsbereit. |
| 6203   | 46203  | Princess Margaret Rose | 1. Juli 1935     | 20. Oktober 1962 | 27 Jahre, 3 Monate  | BR Crimson Lake, Late Crest | Butterley | The Princess Royal Class Locomotive Trust | Nicht betriebsfähig | Nein                                            |      |                                                                                               |